# Lanmei Airlines
Lanmei Airlines ist eine kambodschanische Fluggesellschaft mit Sitz in Phnom Penh.

## Geschichte
Lanmei Airlines wurde am 7. März 2016 gegründet. Der Jungfernflug fand am 29. September 2017 statt. Die Fluggesellschaft ist nach dem Lancang-Mekong-Fluss benannt.

## Flugziele
Die Gesellschaft fliegt nationale und kontinentale Ziele an.

## Flotte

### Aktuelle Flotte
Mit Stand März 2023 besteht die Flotte der Lanmei Airlines aus vier Flugzeugen mit einem Durchschnittsalter von 15,2 Jahren:
| Flugzeugtyp     | Anzahl | bestellt | Anmerkungen   |
| --------------- | ------ | -------- | ------------- |
| Airbus A320-200 | 2      |          | einer inaktiv |
| Airbus A321-200 | 2      |          | einer inaktiv |
| Gesamt          | 4      |          |               |

### Ehemalige Flugzeugtypen
- Airbus A319-100